# 통영소방서
통영소방서(統營消防署, Tongyeong Fire Station)는 경상남도 통영시를 관할하는 경상남도 소방본부 산하의 소방서이다.
소방서장은 소방정으로 보한다.

## 연혁
- 1945년 11월 30일: 통영소방서 개서
- 1946년 11월 1일: 마산소방서 분리
- 1955년 6월 30일: 통영소방서 폐지[3]
- 1967년 5월 18일: 충무소방서 개서[4]
- 1990년 3월 5일: 장승포소방서(현재 거제소방서) 분리
- 1995년 3월 20일: 통영소방서로 변경
- 2009년 7월 1일: 고성소방서 분리

## 조직
| - 소방행정과 - 소방행정팀 - 예산장비팀 | - 예방안전과 - 안전지도팀 - 예방교육팀 - 민원팀 | - 현장대응단 - 구조구급팀 - 지휘조사팀 |

## 관할센터 및 관할구역
통영소방서는 4개의 119안전센터와 1개의 소방정대, 1개의 구조대를 산하에 두고 있다.
| 명칭                 | 사진 | 주소              | 관할구역               | 지역대 |
| -------------------- | ---- | ----------------- | ---------------------- | ------ |
| 죽림119안전센터      |      | 광도면 죽림4로 49 | 광도면, 도산면, 용남면 |        |
| 무전119안전센터      |      | 중앙로 320        | 무전동, 북신동, 정량동 |        |
| 서호119안전센터      |      | 중앙로 91-8       | 도천동, 명정동, 중앙동 |        |
| 도남119안전센터      |      | 도남로 257        | 미수동, 봉평동, 산양읍 |        |
| 통영소방서 소방정대  |      | 도남로 257        | 욕지면, 한산면, 사량면 |        |
| 통영소방서 119구조대 |      | 광도면 죽림4로 49 | 경상남도 통영시 일원   |        |

## 같이 보기
- 대한민국 소방청
- 대한민국의 소방
- 대한민국 소방공무원